# Allen Americans
Az Allen Americans egy amerikai jégkorongcsapat a texasi Allenben. A csapat 2009-es alapításakor a Cental Hockey League-ben játszott egészen a liga 2014-es megszűnéséig. A 2014-15-ös szezon óta az ECHL-ben játszik, azon belül a nyugati főcsoportnak a hegyvidéki divíziójában. A klub a 6 275 férőhelyes Credit Union of Texas Event Centerben játszik, amiben a National Basketball Associationben játszó Orlando Magic is. A csapat partnerszerződésben áll a National Hockey League-ben szereplő Ottawa Senators-zal, illetve az American Hockey League-ben szereplő Belleville Senators-zal.

## Története
A csapatot 2009-ben alapították a Central Hockey League csapataként. 

## Helyezések
- Kelly-kupa: 2014-15, 2015-16
- Governor's Cup: 2012-13, 2013-14